# IC 2808
IC 2808 је појединачна звијезда у сазвјежђу Лав која се налази на листи објеката дубоког неба у Индекс каталогу.
Деклинација објекта је + 9° 7' 57" а ректасцензија 11h 25m 26,9s.